# Фей Дзюнлун
Фей Дзюнлун (на традиционен китайски: 費俊龍, на опростен китайски: 费俊龙, на пинин: Fèi Jùnlóng) е полковник от ВВС на Народоосвободителната армия на КНР (НОАК) и 2-ри китайски, 441-ви в света космонавт.
Роден е на 5 май 1965 г. в град Куншан, провинция Дзянсу, Китай. В детството си мечтае да стане художник. Не завършва гимназия и от 1982 г. започва да служи в Народоосвободителната армия на Китай (НОАК). Завършва с отличен успех училище за летци и школа за авиационни инструктори. Фей Дзюнлун става един от най-добрите пилоти на Китай. Служи като пилот на изтребител, инструктор и инспектор. Като инспектор е участвал в разследването на различни авиационни инциденти. Получава военно звание полковник.
Фей Дзюнлун е избран в отряда на космонавтите през януари 1998 г. от над 1500 от най-добрите пилоти на Китай. По време на подготовката за космически полети показва отлични способности. Той е сред петте космонавти, които се подготвят за първия пилотиран полет на Китай на кораба „Шънджоу 5“.
Извършва космически полет като командир на кораба „Шънджоу 6“ заедно с Ние Хайшън от 12 до 16 октомври 2005 г.
Фей Дзюнлун е женен от 1991 г. и има син.
В свободното си време се занимава с изкуство.